# Ancistrus pirareta
Az Ancistrus pirareta a sugarasúszójú halak (Actinopterygii) osztályának harcsaalakúak (Siluriformes) rendjébe, ezen belül a tepsifejűharcsa-félék (Loricariidae) családjába tartozó faj.

## Előfordulása
Az Ancistrus pirareta Dél-Amerikában fordul elő. Az elterjedési területe kizárólag Paraguayra korlátozódik. A Paraguay folyó alsó szakaszához tartozó Tebicuary-mi nevű folyómedence felső részén található meg.

## Megjelenése
Ez a tepsifejűharcsa-faj elérheti a 15,6 centiméter hosszúságot.

## Életmódja
A mérsékelt övi édesvizeket kedveli. Az Ancistrus pirareta, mint a többi algaevő harcsafaj, a víz fenekén él és keresi meg a táplálékát.